# ニール・モペイ
ニール・モペイ（Neal Maupay, 1996年8月14日 - ）は、フランス・イヴリーヌ県ヴェルサイユ出身のサッカー選手。リーグ・アン・オリンピック・マルセイユ所属。フランス代表。ポジションはフォワード。母親を通じてアルゼンチンの市民権を保持している。

## 経歴
2002年にUSヴァルボンヌのユースチームでキャリアをスタートさせ、2007年からOGCニースのユースチームに所属し、2012年にトップチームに昇格した。
9月14日、スタッド・ブレスト29戦、16歳と32日でプロデビューを果たした。12月15日、エヴィアン・トノン・ガイヤールFC戦でプロ初ゴールを記録した。
2015年8月10日、ジャン＝クリストフ・バエベックを同日にローンで獲得したASサンテティエンヌと4年契約を結び、ユース時代から過ごしたニースの地を離れた。
2019年8月5日、ブライトン・アンド・ホーヴ・アルビオンFCと4年契約を締結したことが発表された。
2022年8月26日、エヴァートンFCと3年契約（1年延長オプション）を締結したことが発表された。
2023年9月2日、ブレントフォードFCにレンタル移籍した。
2024年8月30日、オリンピック・マルセイユへレンタル移籍した。

## 人物・エピソード
2020年6月20日のアーセナルFC戦で、前半37分にペナルティーエリア外で相手GKのベルント・レノと激しく激突。レノは膝を負傷しエミリアーノ・マルティネスとの交代を余儀なくされた。しかし、モペイが遅れてレノと接触したにも関わらずイエローカードすら提示されず、アーセナル陣営は激怒。試合は終了間際にモペイが決勝ゴールを決め、試合は2-1でブライトンが勝利。ところが、試合終了と同時にマテオ・ゲンドゥージがモペイに掴みかかり、両チーム間で乱闘騒ぎが発生した。この試合中、ゲンドゥージはブライトンの選手を相手にトラッシュ・トークを仕掛けていたと言われている。そういった経緯もあり、試合後のインタビューで「彼らには謙虚さが必要だ」と言い放ち、モペイの発言に相手監督ミケル・アルテタが反論するなど、両チーム間の更なる因縁を残す形になった。その後モペイはSNSで悪口を叩かれていたことも判明した。

## 代表歴
フランス代表として各年代でプレーしている。

## 個人成績
2021年8月21日現在
| クラブ                                 | シーズン | リーグ             | リーグ | リーグ | カップ | カップ | リーグカップ | リーグカップ | その他 | その他 | 合計 | 合計 |
| クラブ                                 | シーズン | リーグ             | 出場   | 得点   | 出場   | 得点   | 出場         | 得点         | 出場   | 得点   | 出場 | 得点 |
| -------------------------------------- | -------- | ------------------ | ------ | ------ | ------ | ------ | ------------ | ------------ | ------ | ------ | ---- | ---- |
| ニース                                 | 2012-13  | リーグ・アン       | 15     | 3      | 2      | 1      | 2            | 0            | —      | —      | 19   | 4    |
| ニース                                 | 2013-14  | リーグ・アン       | 16     | 2      | 2      | 1      | 1            | 0            | 0      | 0      | 19   | 3    |
| ニース                                 | 2014-15  | リーグ・アン       | 13     | 1      | 1      | 0      | 1            | 1            | —      | —      | 15   | 2    |
| ニース                                 | 合計     | 合計               | 44     | 6      | 5      | 2      | 4            | 1            | 0      | 0      | 53   | 9    |
| ニースII                               | 2012-13  | CFA 2              | 8      | 7      | —      | —      | —            | —            | —      | —      | 8    | 7    |
| ニースII                               | 2013-14  | CFA                | 4      | 2      | —      | —      | —            | —            | —      | —      | 4    | 2    |
| ニースII                               | 2014-15  | CFA                | 1      | 0      | —      | —      | —            | —            | —      | —      | 1    | 0    |
| ニースII                               | 合計     | 合計               | 13     | 9      | —      | —      | —            | —            | —      | —      | 13   | 9    |
| サンテティエンヌ                       | 2015-16  | リーグ・アン       | 15     | 1      | 4      | 2      | 1            | 0            | 3      | 0      | 23   | 3    |
| サンテティエンヌII                     | 2015-16  | CFA                | 6      | 2      | —      | —      | —            | —            | —      | —      | 6    | 2    |
| ブレスト (loan)                        | 2016-17  | リーグ・ドゥ       | 28     | 11     | 1      | 1      | 2            | 0            | —      | —      | 31   | 12   |
| ブレントフォード                       | 2017-18  | チャンピオンシップ | 42     | 12     | 1      | 0      | 3            | 1            | —      | —      | 46   | 13   |
| ブレントフォード                       | 2018-19  | チャンピオンシップ | 43     | 25     | 4      | 3      | 2            | 0            | —      | —      | 49   | 28   |
| ブレントフォード                       | 合計     | 合計               | 85     | 37     | 5      | 3      | 5            | 1            | —      | —      | 95   | 41   |
| ブライトン・アンド・ホーヴ・アルビオン | 2019-20  | プレミアリーグ     | 37     | 10     | 1      | 0      | 0            | 0            | —      | —      | 38   | 10   |
| ブライトン・アンド・ホーヴ・アルビオン | 2020-21  | プレミアリーグ     | 33     | 8      | 2      | 0      | 1            | 0            | —      | —      | 36   | 8    |
| ブライトン・アンド・ホーヴ・アルビオン | 2021-22  | プレミアリーグ     | 2      | 2      | 0      | 0      | 0            | 0            | —      | —      | 2    | 2    |
| ブライトン・アンド・ホーヴ・アルビオン | 合計     | 合計               | 72     | 20     | 3      | 0      | 1            | 0            | —      | —      | 76   | 20   |
| 通算                                   | 通算     | 通算               | 253    | 73     | 18     | 8      | 13           | 2            | 3      | 0      | 287  | 83   |